# 印度马拉塔军事景观
印度马拉塔军事景观由馬拉塔帝國统治者占领和开发的12座堡垒组成，这些堡垒于17世纪至19世纪间興建，包括位于马哈拉施特拉邦的萨勒堡、希夫内里堡、洛哈加德堡、坎代里堡、赖加德堡、拉杰加德堡、伯尔达普加德堡、苏瓦纳德杜尔格堡、潘哈拉堡、维杰杜尔格堡、辛杜杜尔格堡，以及位于泰米尔纳德邦的金吉堡。12座堡垒周围的地形地貌各不相同，展示了马拉地王朝的军事实力。2025年，印度马拉塔军事景观入《世界遗产名录》。

## 背景
2021年，印度马拉塔军事景观入选世界遗产候选名单。2024年1月，印度文化部将马拉塔军事景观正式列入2024年至2025年印度申报世界文化遗产的名单。
印度马哈拉施特拉邦境内有390多座堡垒，入选世界遗产名录的堡垒只有11座，另一座位于泰米尔纳德邦的城堡也入选名录。12座城堡分布在西高止山脉、德干高原、康坎海岸和東高止山脈四地。17世纪，马拉塔王朝统治者希瓦吉兴建军事堡垒，以此作为军事策略，修建工作持续至19世纪初佩什瓦统治时期。
2024年10月，联合国教科文组织工作组考察获提名堡垒。2025年1月，由马哈拉施特拉邦信息技术部部长阿希什·谢拉尔率领的四人代表团前往法国巴黎，从科技及外交层面向联合国教科文组织介绍军事堡垒，推动堡垒入选世界遗产名录。2025年7月，在第47届世界遗产大会上，國際文化紀念物與歷史場所委員會认为印度“未能令人信服地证明地理位置各异的十几座堡垒如何发挥综合军事防御系统的作用”，建议推迟其入选世界遗产名录。不过，在印度外交回应以及国际代表的支持下，堡垒仍成功列入世界遗产。

## 堡垒列表
| 序号 | 堡垒             | 图片 | 建成年份 | 堡垒样式 | 所属县（地理坐标）                                           | 所属邦         |
| ---- | ---------------- | ---- | -------- | -------- | ------------------------------------------------------------ | -------------- |
| 1    | 萨勒堡           |      | 1671     | 山丘     | 納西克縣 20°43′21″N 73°56′33″E / 20.7225°N 73.9425°E         | 马哈拉施特拉邦 |
| 2    | 希夫内里堡       |      | 1595     | 山丘     | 浦那縣 19°11′48″N 73°51′30″E / 19.196667°N 73.858333°E       | 马哈拉施特拉邦 |
| 3    | 洛哈加德堡       |      | 1648     | 山丘     | 浦那縣 18°42′36″N 73°28′36″E / 18.71°N 73.476667°E           | 马哈拉施特拉邦 |
| 4    | 坎代里堡         |      | 1679     | 岛屿     | 賴加德縣 18°42′14″N 72°48′48″E / 18.703889°N 72.813333°E     | 马哈拉施特拉邦 |
| 5    | 赖加德堡         |      | 1674     | 山丘     | 賴加德縣 18°14′10″N 73°26′40″E / 18.236111°N 73.444444°E     | 马哈拉施特拉邦 |
| 6    | 拉杰加德堡       |      | 1647     | 山丘     | 浦那縣 18°14′46″N 73°40′57″E / 18.246111°N 73.6825°E         | 马哈拉施特拉邦 |
| 7    | 伯尔达普加德堡   |      | 1656     | 山森     | 萨塔拉县 17°56′09″N 73°34′43″E / 17.935833°N 73.578611°E     | 马哈拉施特拉邦 |
| 8    | 苏瓦纳德杜尔格堡 |      | 1696     | 岛屿     | 勒德納吉里縣 17°48′59″N 73°05′04″E / 17.816389°N 73.084444°E | 马哈拉施特拉邦 |
| 9    | 潘哈拉堡         |      | 1659     | 丘陵高原 | 戈爾哈布爾縣 16°48′40″N 74°06′29″E / 16.811111°N 74.108056°E | 马哈拉施特拉邦 |
| 10   | 维杰杜尔格堡     |      | 1653     | 沿海     | 辛杜杜爾格縣 16°33′39″N 73°20′00″E / 16.560833°N 73.333333°E | 马哈拉施特拉邦 |
| 11   | 辛杜杜尔格堡     |      | 1664     | 岛屿     | 辛杜杜爾格縣 16°02′33″N 73°27′35″E / 16.0425°N 73.459722°E   | 马哈拉施特拉邦 |
| 12   | 金吉堡           |      | 1677     | 山丘     | 维卢布勒姆县 12°15′02″N 79°24′05″E / 12.250556°N 79.401389°E | 泰米尔纳德邦   |